# 천사들의 모후 대성당

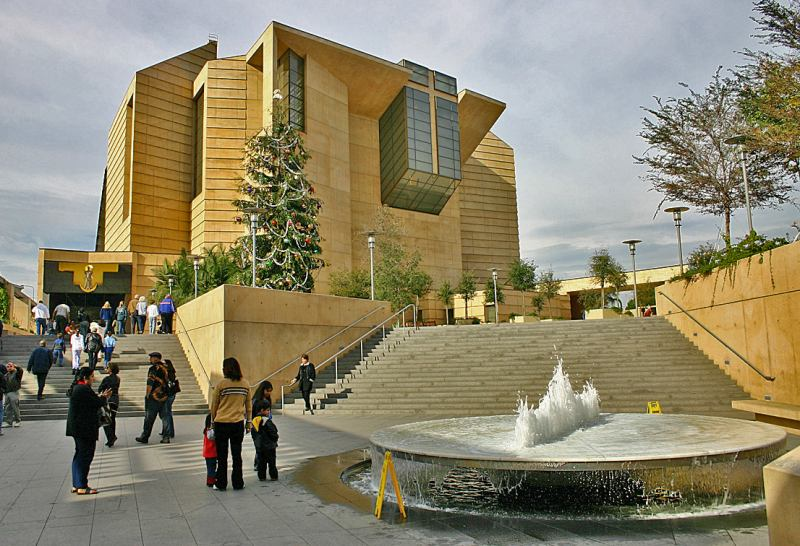
천사들의 모후 대성당

천사들의 모후 대성당(영어: Cathedral of Our Lady of the Angels, COLA) 또는 로스앤젤레스 대성당(영어: Los Angeles Cathedral)은 미국 캘리포니아주 로스앤젤레스에 있는 가톨릭 교회 중 하나이다.